# Lago Kitangiri
El lago Kitangiri es un pequeño  lago de Tanzania de la región de Singida, al suroeste de otro lago más conocido, un poco más grande, el lago Eyasi. Es difícil estimar su superficie, cambiante por la época de lluvias y la desecación, y aunque algunas fuentes antiguas hablan de que tiene una superficie de unos 1.200 km² actualmente apenas superará los 200 km².

## Fauna acuática
Incluye  al menos una especie de peces de la familia de los cichlidae:
- Oreochromis amphimelas[4]

## Recursos alimentarios
El lago Kitangiri tiene un bajo índice de rotación de su agua para un flujo de salida grande, lo que causa variaciones relativamente grandes de sus recursos planctónicos y por lo tanto de las pesquerías.